# Лука Урландо
Лука Урландо (англ. Luca Urlando, 16 березня 2002) — американський плавець.
Переможець Пантихоокеанського чемпіонату з плавання 2018 року.
Чемпіон світу з плавання серед юніорів 2019 року.